# Casa del Handball Argentino
La Casa del Handball Argentino es un estadio de balonmano ubicado en Villa Soldati, Buenos Aires. Aquí hace de local la selección de balonmano de Argentina y sus categorías menores.

## Historia
El 1 de agosto de 2022 se anunció la firma del convenio entre la Secretaría de Deportes de la Ciudad de Buenos Aires y las federaciones nacional y metropolitana de handball, encabezadas por Carlos Ferrea y Gustavo Malventano. Este acuerdo allanó el camino para la construcción de La Casa del Handball Argentino, un estadio propio para el deporte. Menos de dos meses después, el 28 de octubre de 2022, el plan de obra se concretó y el estadio fue inaugurado.
La Casa del Handball Argentino se convirtió en el epicentro de entrenamientos y torneos locales para las Selecciones Argentinas y Metropolitanas de todas las categorías. La apertura deportiva, el 8 de noviembre, fue protagonizada por las Selecciones Argentinas juvenil y junior en los Torneos Sur-Centro clasificatorios a los Mundiales, seguido por el debut del seleccionado absoluto La Garra en el Torneo Sur-Centro Adulto Femenino, del 15 al 19 del mismo mes.

## Infraestructura
El estadio, con capacidad inicial para 3300 personas y proyección de llegar a 5000 butacas, cuenta con cabinas de transmisión, palcos de autoridades, sala VIP, sala de prensa, oficinas, gabinete médico y una sala de musculación en desarrollo.